# Highlander II – Die Rückkehr
Highlander II – Die Rückkehr ist ein US-amerikanischer Film des Regisseurs Russell Mulcahy aus dem Jahr 1991. Die Uraufführung fand am 31. Januar 1991 in Deutschland statt.

## Inhalt
Im Jahr 1994 ist die Ozonschicht der Erde durch Umweltverschmutzung stark zerstört, so dass viele Menschen an der ultravioletten Strahlung sterben. Brenda, die Ehefrau von Connor MacLeod, erliegt ebenfalls der Strahlung, zuvor bittet sie aber Connor, sich des Problems anzunehmen. Connor, einst unsterblich, baut mit Hilfe von Wissenschaftlern einen Schutzschild, der die Menschen ab dem Jahr 1999 vor der Strahlung schützt.
Im Jahr 2024 leben die Menschen bereits seit 25 Jahren unter dem Schutzschild. Inzwischen hat eine große Ernüchterung eingesetzt, denn der Preis für die Rettung des Planeten war, dass die Menschen seitdem dauerhaft im Schatten leben müssen. Dies hat auch zu einer Reihe sozialer Verwerfungen geführt. Connor MacLeod ist inzwischen ein alter Mann geworden. In einem Opernhaus erinnert er sich an seine Herkunft als Außerirdischer: Vor 500 Jahren war er Teil eines von Ramírez auf dem Planeten Zeist angezettelten Aufstandes, der jedoch vom General Katana niedergeschlagen wurde. Als Strafe wurden die Aufständischen auf die Erde verbannt, wo sie gezwungen waren, als Unsterbliche gegeneinander zu kämpfen, bis am Ende nur noch einer übrig sein würde. Dieser dürfe dann wahlweise entweder nach Zeist zurückkehren oder ein Leben als Sterblicher auf der Erde führen. Dieser letzte Überlebende ist Connor MacLeod.
Katana fürchtet, da MacLeod von seiner wahren Herkunft weiß, dessen Rückkehr und schickt zwei Schergen auf die Erde, um ihn zu töten. In der Zwischenzeit kommt die Journalistin Louise Marcus auf Connor zu und erzählt ihm, dass der Schutzschild in Wahrheit nicht mehr benötigt werde, da sich die Ozonschicht im Lauf der Jahre wieder erholt habe. Dies wird den Menschen aber von David Blake, dem Inhalber des Betreiberunternehmens des Schutzschilds, verheimlicht, der auf die Einnahmen nicht verzichten will. Connor weist sie jedoch ab, indem er sagt, dass er zu alt sei, um etwas zu unternehmen. Nachdem die beiden Schergen auf der Erde eingetroffen sind, kommt es zwischen Connor und ihnen zum Kampf. Nachdem Connor es geschafft hat, einen der Schergen zu töten, kommt es zum Quickening. Dadurch wird Connor wieder unsterblich und stark verjüngt. Letztlich gelingt es ihm, auch den zweiten Widersacher zu erledigen.
Connor will nun die Angelegenheit hinsichtlich des Schildes untersuchen, doch er muss bald feststellen, dass nun Katana selbst auf die Erde gekommen ist, um ihn zu töten. Dieser schließt mit den Betreibern des Schutzschildes eine Partnerschaft. Gemeinsam mit Ramírez, der zuvor durch einen Zauber wieder lebendig geworden ist, geht er gegen Katana vor. Ramírez opfert sein Leben, bevor Connor Katana und die Betreiber des Schutzschildes töten und den Schild zerstören kann. Daraufhin kehrt er gemeinsam mit Louise nach Zeist zurück.

## Schnittfassungen
Es existieren folgende Schnittfassungen des Films:
- die US-Kinofassung
- die deutsche Kinofassung, die im Vergleich zur US-Fassung um einige Gewaltspitzen gekürzt und ab 16 Jahren freigegeben ist und das unten beschriebene alternative Ende bietet
- Deutsche, ungeschnittene FSK-18-Kinoversion auf der Verleih-VHS, ohne dem alternativen Ende (erschien bisher auf keiner DVD oder Blu ray)
- die sogenannte Renegade-Fassung, die im Vergleich zu den Kinofassungen gravierende Änderungen an der Handlung enthält (so sind die Unsterblichen beispielsweise keine Außerirdischen mehr.)
- die Special Edition, die gegenüber der Renegade-Fassung nochmals geringfügig verändert wurde, indem noch ein Raumschiff aus der Kinoversion und der Renegade-Version, per Computertrick, durch eine Ruine erstzt wurde

Der Grund für die Existenz der Renegade-Fassung und der Special Edition liegt darin, dass kurz vor dem Abschluss des Projektes sowohl dem Regisseur als auch den Produzenten die Rechte am Film entzogen wurden. Die Geldgeber schnitten den Film für die Kinoveröffentlichung nach ihren eigenen Vorstellungen. Regisseur Mulcahy konnte die Kinofassung erst im Jahr 1995 nach seinen Vorstellungen bearbeiten und so die Renegade-Fassung erstellen. 2004 entschieden sich die Produzenten William Panzer und Peter Davis schließlich nochmals einige Änderungen an dieser Fassung vorzunehmen und erstellten die Special Edition.

## Alternatives Ende
In fast allen Filmversionen, die in den europäischen Kinos liefen, endet der Film anders als in der amerikanischen: Nachdem Connor und Louise dem zerstörten Schildgenerator den Rücken kehren und am Ufer entlanggehen, fragt Louise wohin der Highlander jetzt gehen würde, Connor zeigt ihr einen Stern am Himmel und nach einem kurzen Dialog kehren beide auf magische Weise nach Zeist zurück. In der Renegade-Version wurde diese Szene nicht wieder verwendet, da man in dieser Filmversion die komplette „Zeist-Handlung“ eliminiert hat, stattdessen hieß es, dass die Unsterblichen aus der „fernen Vergangenheit“ stammen.

## Trivia
- Der Film wurde größtenteils in Argentinien gedreht.
- Schon in den ersten Phasen der Dreharbeiten war die Lage zwischen den Geldgebern und Regisseur Russell Mulcahy äußerst angespannt. Als die Dreharbeiten beendet waren, wurde Mulcahy aus dem Postproduktion-Verfahren ausgeschlossen und der Film von den Investoren und Geldgebern so geschnitten, um einen maximalen Gewinn zu erzielen, da sich damals die Inflation in Argentinien immer schlechter entwickelte.
- Christopher Lambert missfiel das umgeschriebene Drehbuch so sehr, dass er vergeblich versuchte, aus der Produktion auszusteigen.
- Insgesamt dauerte die Drehzeit mit Sean Connery nur neun Tage, für die der Schauspieler eine Gage von 3,5 Millionen Dollar erhielt.
- Russell Mulcahy war mit der Original-Kinoversion so unzufrieden, dass er deren Premiere schon nach 15 Minuten verließ.
- Christopher Lambert ist extrem kurzsichtig, aber er durfte während der Dreharbeiten keine Brille oder Kontaktlinsen tragen. Das hatte auch seine Folgen während der Dreharbeiten: Beim Dreh der finalen Kampfszene mit Michael Ironside hackte Lambert seinem Gegner beinahe den rechten Daumen ab. Lambert verletzte sich während dieser Kampfszene auch am Arm.
- Regisseur Russell Mulcahy gönnte sich einen Cameo-Auftritt in Highlander II. Er spielt einen der Techniker bei Shield Control beim Flashback zu 1999.
- In einem frühen Drehbuchentwurf wurde erklärt, dass Kurgan (der Erzfeind des Highlanders aus dem ersten Teil) ebenfalls ein abtrünniger Unsterblicher war, der von Zeist verbannt wurde. Katana schloss mit Kurgan einen Pakt, in dem es hieß, er solle Connor MacLeod und Ramirez töten, danach würde Katana ihn wieder nach Zeist zurückkehren lassen. Als Kurgan schließlich im Kampf gegen Connor versagt hatte, schickte Katana die Attentäter Corda und Reno, um MacLeod zu töten. Diese Szene wurde zum Teil auch in der Renegade-Version verwendet, allerdings wird auf dem Hologramm nicht der Endkampf zwischen Connor und Kurgan angezeigt, sondern nur Connor als alter Mann. Clancy Brown wurde so ein Cameo-Auftritt tatsächlich angeboten, dieser lehnte jedoch ab.
- Ursprünglich war geplant, dass Katana drei und nicht zwei Attentäter fortschickt, um Connor zu töten.
- Ramírez sollte in einem Dialog erwähnen, dass ein Tag auf Zeist ein Jahrtausend auf der Erde dauert.
- In der UK-Fassung von Highlander II wurden die beiden Kämpfe zwischen Connor und Katana zu einem zusammengeschnitten. In der Renegade-Edition und in zahlreichen anderen europäischen Fassungen beließ man es allerdings bei zwei Duellen.
- Christopher Lambert und Michael Ironside machten viele Stunts selber, Stuntdoubles kamen so gut wie gar nicht zum Einsatz.
- Russell Mulcahy war über den Schnitt der Investoren so frustriert, dass er sich beim Abspann den Decknamen „Alan Smithee“ zulegen wollte, aus rechtlichen Gründen wurde dies allerdings nicht zugelassen.
- Die Vorlage für das „fliegende Skateboard“, welches Connor MacLeod benutzte, um einen Attentäter zu töten, war das Hoverboard aus Zurück in die Zukunft II.
- Virginia Madsen sprach beim ersten Highlanderfilm für die Rolle der Heather vor.
- Wegen der bizarren Handlung zählt Highlander II nicht zur offiziellen Highlander-Zeitlinie. Daher wurde Highlander III so gedreht, als hätte es den zweiten Teil nie gegeben.
- Ursprünglich war die Rolle des Ramírez in Highlander II nicht geplant. Die Geldgeber, aber auch Christopher Lambert, bestanden allerdings darauf, Ramírez wiederzuerwecken, da man unbedingt Sean Connery wieder an Bord haben wollte.
- Highlander II sollte ursprünglich eine Vorgeschichte zum ersten Teil sein.
- John C. McGinley sprach seine Dialogzeilen im Original so tief wie möglich, daher imitierte er Schauspieler wie Orson Welles oder James Earl Jones, dies sollte seine Rolle bedrohlicher wirken lassen. Später meinte er, es sei eine schlechte Idee gewesen.
- Es war geplant, Rückblenden zu drehen, in welchen Connor und Ramírez nach ihrer Verbannung auf der Erde ankamen (Ramírez in Ägypten und Connor in Schottland) und wie sie ihre neuen Identitäten aufnahmen.
- Ebenfalls sollte laut einem Drehbuchentwurf das Schwert von Ramírez, welches mit ihm zerdrückt worden ist, als dieser MacLeod und Louise rettete, später kurz vor dem  Endkampf mit Connor und Katana auf „magische“ Art und Weise in die Hände des Highlanders zurückkehren. Diese Szene wurde jedoch niemals realisiert.
- Trotz der negativen Presse spielte der Film 15.556.340 Dollar in den amerikanischen Kinos ein (mehr als das dreifache des ersten Films) und ist damit bis heute der erfolgreichste Teil der Highlander-Reihe. In Großbritannien spielte er 9.319.978 $ ein, in Spanien 1.128.132 $, in Australien 2.616.414 $, in Frankreich 1.377.109 $ und ungefähr 7 Millionen in Deutschland.

## Kritiken
„Wie im ersten Highlander-Film plündert Russell Mulcahy eifrig die jüngere Filmgeschichte, erliegt jedoch nicht mehr im gleichen Ausmaß den (Oberflächen-)Reizen der Videoclip-Ästhetik. Die in der Anlage höchst konfuse Story gibt Sean Connery in einer Nebenrolle Gelegenheit zu glänzenden komödiantischen Einlagen.“

„Highlander II ist der unverständlichste Film, den ich seit langer Zeit gesehen habe – ein Film, der fast schon herausragend schlecht ist. Wo immer sich Science Fiction Fans in den nächsten Jahrzehnten und Generationen treffen werden, wird man sich an diesen Film als einen der Tiefpunkte des Genres erinnern“